# Parsifal (epos)
Parsifal (niem. Parzival) – epos rycerski pisany wierszem, autorstwa Wolframa von Eschenbach. Dzieło powstało prawdopodobnie na początku XIII wieku i jest przykładem niemieckiej literatury dworskiej. W zazębiających się wątkach przedstawione są przygody dwóch rycerzy Okrągłego Stołu – z jednej strony ścieżka rozwoju tytułowego Parsifala z nieoświeconego młodzieńca na władcę Graala (oryg.: Gral), a z drugiej strony niebezpieczne próby potwierdzenia swojej wartości przez Gawana. Tematycznie epos należy do tzw. epiki rycerskiej, nawet w obliczu faktu, iż przyjęcie Parsifala do grona rycerzy Okrągłego Stołu mitycznego króla Artura (w eposie: Artusa) stanowi tylko niewielką część drogi w poszukiwaniach Świętego Graala.
Materiał eposu był wielokrotnie opracowywany w zakresie sztuk plastycznych, muzyki i literatury, z czego największy oddźwięk zyskała sobie adaptacja Richarda Wagnera pt. Parsifal z 1882 roku.
Dzieło obejmuje około 25 tysięcy wersów, a we współczesnych wydaniach jest podzielone na 16 ksiąg. Oryginał jest w języku średnio-wysoko-niemieckim, spisany nieregularnym wierszem czteroakcentowym z rymami parzystymi.

## Fabuła

### Przegląd
Wychowanie Parsifala na rycerza oraz poszukiwania Świętego Graala są – jak narrator wielokrotnie podkreśla – tematami przewodnimi akcji utworu, ale równie dużo uwagi Wolfram poświęca także przygodom Gawana. Podczas gdy ten ostatni od początku jest poważanym rycerzem i potwierdza swoją wartość w licznych wyzwaniach, pociągając do odpowiedzialności winnych występków przeciwko kodeksowi rycerskiemu, Parsifal jest skonfrontowany ze skrajnymi, osobistymi sytuacjami konfliktowymi – i czy to z niewiedzy, czy z błędnej interpretacji zdarzeń i wypowiedzi – często nie staje na wysokości zadania. Jednak to właśnie on, który latami odczuwa skutki swego złego zachowania, zdobywa ostatecznie honor władcy Graala. Epos kończy się zarysowaniem historii syna Parsifala Lohengrina.

### Prolog Wolframa (Księga I, wersy od 1,1 do 4,26)
Wolfram zaczyna Parsifala alegorią do sroki (wersy 1,1 – 1,14). Stosuje tu analogię do jej dwukolorowego opierzenia, co odnosi się do konfrontacji między chwiejnością a wiernym oddaniem. Autor dochodzi do wniosku, że świat nie dzieli się tylko na czarne i białe, lub na dobro i zło, lecz tak jak w przypadku piór sroki, barwy częściowo na siebie nachodzą.
Wolfram wspomina także adresatów utworu (2,5 – 4,26). Rycerze na turniejach powinni trzymać się wysokich ideałów rycerstwa, a kobiety czerpać z nich nauki, by zdecydować, komu powierzyć swoją miłość. Jest to pieśń pochwalna rycerskich cnót: honoru, wierności i pokory, których uczy się później sam Parsifal.

### Początek fabuły: Przygody rycerskie Gahmureta (Księgi I–II)
Fabuła jest inicjowana szeroko zarysowaną historią Gahmureta, ojca Parsifala.
Jako drugi syn zmarłego ojca Gandina, króla Anschouwe, Gahmuret pozostaje bez spadku i wyrusza na poszukiwania rycerskich przygód, honoru i sławy do Orientu. Najpierw służy kalifowi z Bagdadu, a następnie pomaga czarnoskórej królowej Belacane zwyciężyć oblegające jej zamek wojska, żądne zemsty za śmierć Isenharta, którego służba nie została wynagrodzona jej miłością. Gahmuret wychodzi zwycięsko z walki i poślubia Belacane, zostając dzięki temu królem Zazamanc i Azagouc. Gdy rodzi mu się syn Feirefiz, opuszcza królową i wkrótce wstępuje na ścieżkę dalszych przygód. W Europie bierze udział w turnieju, w którym stawką jest ręka królowej Herzeloyde oraz władza na ziemiami Waleis i Norgals. Także i tu nie zagości zbyt długo i raz jeszcze zostanie przyjęty na służbę kalifa. Tam jednak zostaje śmiertelnie trafiony dzidą, która mocą pogańskiego zaklęcia przeszywa jego diamentowy hełm.
Gahmuret opuszcza obie małżonki tak szybko, że nie doświadcza narodzin jego dwóch synów:  Feirefiza, potomka Belacane, który na całym ciele ma czarno-białe zabarwienie niczym sroka, oraz Parsifala, syna Herzeloyde.

### Młodość i rycerskie wychowanie Parsifala (Księgi III–V)
Na wiadomość o śmierci Gahmureta, Herzeloyde wycofuje się zrozpaczona do leśnego pustkowia w Soltane. Tam wychowuje swego syna w niebiańskiej niewinności i niewiedzy. Nawet jego własne imię, wraz z pochodzeniem, jest mu obce i poznaje je dopiero od jego kuzynki Sigune, krótko przed wstąpieniem na dwór króla Artura. Matka, całkowicie świadomie, wzbrania się od udzielania mu jakichkolwiek informacji o świecie istniejącym poza terenem lasu i nie przygotowuje go na etyczne, społeczne i wojenne wyzwania, przed którymi jako rycerz i władca musiałby stanąć w przyszłości. To, iż protagonista później zostaje dostrzeżony w światku dworskim, zawdzięcza przede wszystkim swoim zewnętrznym atrybutom: Narrator wciąż przytacza rzucający się w oczy urok, ale i zadziwiającą siłę oraz sprawność fizyczną.

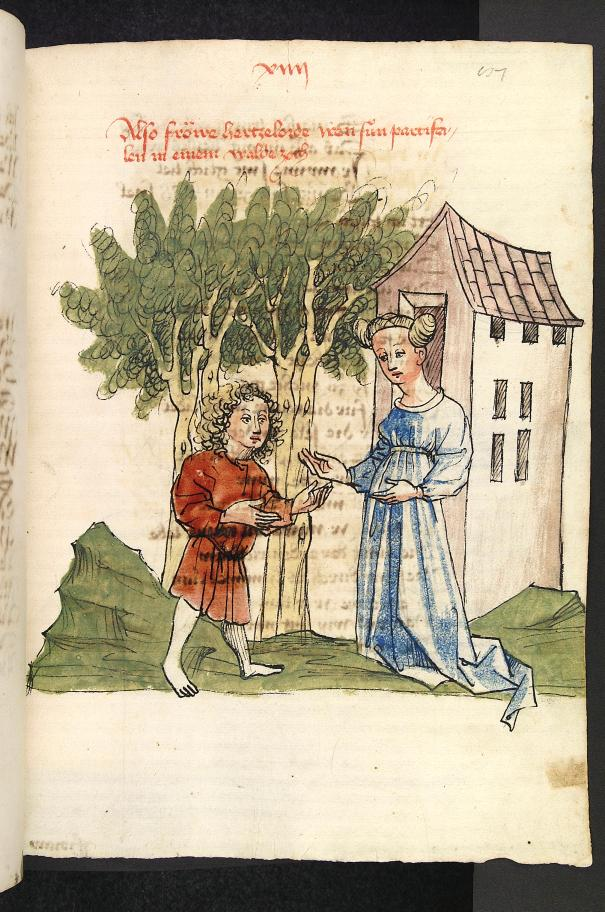
Parsifal i Herzeloyde w lesie.

Próby Herzeloyde uchronienia młodzieńca przed niebezpieczeństwami i pokusami rycerstwa zupełnie się nie udają. Gdy dziełem przypadku Parsifal napotyka podróżującego rycerza, matka nie jest już w stanie zatrzymać syna w leśnym pustkowiu. Zamierza on wyruszyć na dwór króla Artura, by samemu zostać rycerzem. W nadziei, że jednak do niej powróci, doświadczając wystarczająco dużo nieprzyjemności w świecie zewnętrznym, Herzeloyde dodatkowo daje mu strój błazna oraz udziela rad na drogę, których zastosowanie wraz z naiwnym zachowaniem i błazeńskim ubiorem tworzą z Parsifala karykaturę rycerza. (Przykładowo radzi mu by ten grzecznie pozdrawiał wszystkie napotkane osoby, przy czym Parsifal za każdym razem dodaje: gdyż tak radziła mi moja matka).
Brak dobrego wychowania ma swoje skutki bezpośrednio po opuszczeniu pustkowia. Nieświadomie jest on sprawcą serii nieszczęść innych osób.
Najpierw przyczynia się do cierpień matki, która po rozstaniu z synem nagle umiera, następnie napada na Jeschute, pierwszą napotkaną kobietę, rabując jej biżuterię (i przy tym źle interpretując rady Herzeloyde). Dla Jeschute spotkanie z Parsifalem jest osobistą tragedią, gdyż jej mąż Orilus nie daje wiary relacji małżonki, zaczyna źle traktować i wystawia na pośmiewisko społeczności, określając ją jako cudzołożnicę. Wreszcie gdy Parsifal przybywa na dwór króla Artura, zabija „czerwonego rycerza” Ithera – który potem okazuje się być jego bliskim krewnym – tylko po to aby zdobyć zbroję i konia. Dla Parsifala rabunek broni oznacza, że może się on od tej pory czuć pełnoprawnym rycerzem, jednak w dalszym ciągu przystaje uparcie przy tym, by nosić ubiór błazna pod zbroją.
Ściąga go dopiero po spotkaniu z Gurnemanzem z Graharz. Ten uczy Parsifala zasad rycerskiego życia i technik walki, dzięki czemu zostaje on wtajemniczony w sekrety dworskiej etykiety (rytuałów chrześcijańskiej mszy, aspektów wstydu, uprzejmości i czystości). Gdy po 14 dniach opuszcza Graharz, Parsifal jest już przykładnym rycerzem w myśl reguł arturiańskich. Jednak sam Gurnemanz zabrania mu stawiania zbędnych pytań. Będąc pod wielkim wrażeniem uroku i siły fizycznej protagonisty, a także jego nowej dworskiej sylwetki, Gurnemanz oferuje mu rękę jego córki Liaze. Jednak nim małżeństwo dochodzi do skutku, Parsifal opuszcza swego dobroczyńcę. Mimo iż obiecuje pełen wdzięczności powrócić na jego dwór, to jednak swojego słowa nie dotrzymuje i nie spotyka już nigdy Gurnemanza.
Sam potwierdza swą wartość jako rycerz, uwalniając z oblężenia przepiękną królową Condwiramurs w mieście Pelrapeire, nękaną przez kilku zalotników. Zdobywa  dzięki temu jej rękę i co za tym idzie władzę nad całym królestwem. Po przywróceniu porządku na jego ziemiach – i tak jak jego ojciec przed porodem żony – Parsifal opuszcza Condwiramurs, by odwiedzić swoją matkę, której śmierci nie jest świadom.

### Niepowodzenie Parsifala w zamku Graala – przyjęcie do grona rycerzy Okrągłego Stołu (Księgi V–VI)
Pytając o miejsce na nocleg, Parsifal zostaje skierowany przez rybaka do pobliskiego zamku i doświadcza tam wielu tajemniczych zdarzeń: Społeczność cieszy się z jego przybycia, jednak wydaje się być jednocześnie czymś przygnębiona. W głównej sali zamkowej rybak zjawia się ponownie. Okazuje się on być władcą Anfortasem, zmagającym się z ciężką chorobą. Przed rozpoczęciem uczty zostaje wniesiona zakrwawiona włócznia, co wywołuje głośne skargi ze strony zgromadzonego społeczeństwa dworskiego. Następnie zjawiają się 24 młode kobiety pochodzenia szlacheckiego i wnoszą skomplikowanym rytuałem drogocenną zastawę. Ostatecznie do sali przybywa sama królowa Repanse de Schoye, trzymająca w ręku Graala, mającego u Wolframa kształt kamienia, z którego w tajemniczy sposób wychodzą napoje i posiłki. Parsifal otrzymuje od władcy zamku drogocenny miecz – co jest ostatnią próbą wzbudzenia zainteresowania milczącego rycerza, za pomocą którego, podług narratora, mógłby on wybawić z udręki schorowanego króla. Jednak tak jak nakazał mu Gurnemanz, Parsifal wzbrania się zadawać zbędnych pytań i nie wykazuje zainteresowania cierpieniami gospodarza i znaczeniem dziwnych ceremonii.

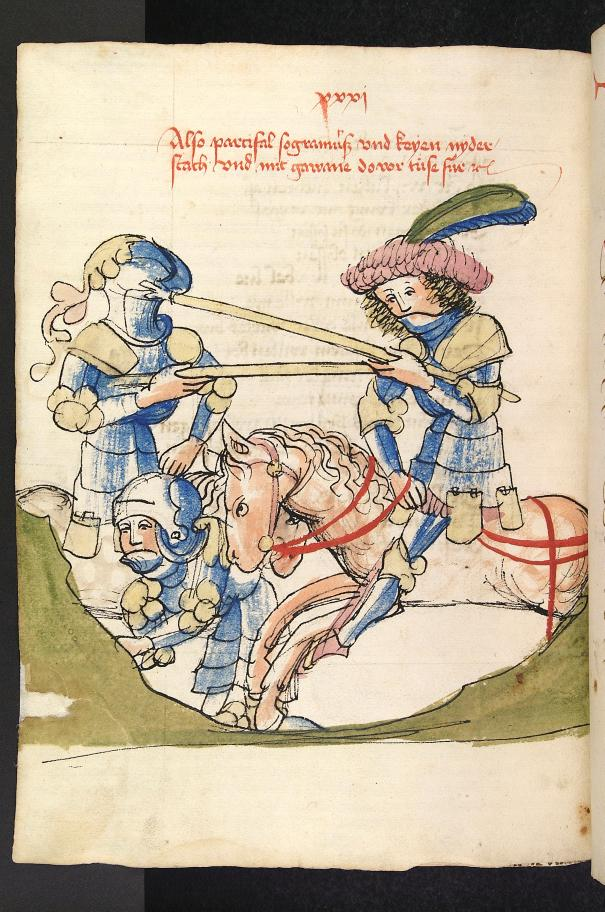
Parsifal zwycięża nad Segramorsem i walczy z Keye

Następnego ranka zamek zdaje się być opuszczony, a Parsifal daremnie szuka śladów rycerzy. W lesie raz jeszcze spotyka Sigune, od której poznaje nazwę zamku (Munsalvaesche) jak i jego władcy oraz dowiaduje się, iż sam mógłby zostać potężnym królem, cieszącym się społecznym uznaniem, jeśli tylko zapytałby gospodarza o przyczynę jego cierpień, wybawiając dzięki temu całą społeczność dworską. Kiedy oznajmia Sigune, że nie zadał królowi ani jednego pytania, ta przeklina rycerza i wzbrania się od dalszych kontaktów. Zaraz potem Parsifal spotyka ponownie Jeschute: Przyrzekając Orilusowi, że nie miał on z nią żadnego miłosnego kontaktu, naprawia swój błąd z pierwszego spotkania, tak iż zostaje ona społecznie zrehabilitowana i ponownie przyjęta jako małżonka.
Parsifal przybywa ponownie do zamku króla Artura. Sam władca wybrał się w poszukiwania zaginionego „czerwonego rycerza”. Tym razem Parsifal zostaje przyjęty ze wszystkimi honorami do kręgu rycerzy Okrągłego Stołu, osiągając dzięki temu szczyt swojej rycerskiej kariery. Wszyscy członkowie zbierają się na wspólnej uczcie, ale tylko pozornie wszystkie rywalizacje, sprzeczności wśród zgromadzonych wygasły bezpowrotnie. Poza Parsifalem, narrator podkreśla obecność bratanka Artura, Gawana, który jako rycerski bohater cieszy się dworskim uznaniem dzięki jego odwadze w walce i szlacheckiej godności.
Jednak w momencie największej podniosłości chwili, pośród szlacheckiej społeczności zjawiają się dwie kobiety, które występują przeciw honorowi rycerskiemu, złorzeczą i robią wyrzuty Gawanowi i Parsifalowi, niszcząc podniosły nastrój i doprowadzając do zakończenia uroczystego zgromadzenia. Szkaradna wysłanniczka Graala Cundrie la Surziere przeklina Parsifala, ubolewa nad jego niepowodzeniem w zamku Graala i określa jego obecność na dworze arturiańskim jako hańbę dla wszystkich pozostałych zgromadzonych rycerzy. Zwraca ona też uwagę, iż świat rycerski nie jest dobrze uporządkowany, jak chcieliby w to wierzyć wszyscy obecni w zamku. Cundrie opowiada o niewoli setek szlachetnie urodzonych kobiet w zamku schastel marveile, pośród których są także bliscy Gawana i Artura. Ostatecznie Gawan zostaje wyzwany na pojedynek przez Kingrimursela, hrabiego Schanpfanzun, który to oskarża go o podstępne zabójstwo króla Ascaluna.
Powierzchowne wyobrażenie Parsifala o istocie Boga uwidacznia się, gdy łączy on swoje niepowodzenia w zamku Graala z brakiem boskiej opieki. Uważa on, iż Bóg mógłby dać świadectwo jego wszechmocy, ratując Anfortasa z cierpień i przez to oszczędzając wiernemu słudze Parsifalowi haniebnego przeklęcia przez Cundrie. Parsifal wypowiada więc służbę Bogu, a jego błędna ocena stosunku między boskością a ludźmi urasta później do rangi nienawiści do Stwórcy.
Bohater opuszcza krąg arturiański i udaje się na długoletnie poszukiwania Graala. Tak staje się figurą poboczną w następnych księgach, w których na pierwszy plan wysuwają się przygody Gawana.

### Przygody Gawana w Bearosche i Schanpfanzun (Księga VII–VIII)
Przygody Parsifala i Gawana ukazują tę samą problematykę z różnych perspektyw. Protagoniści stoją jako dzielni rycerze przed trudnym zadaniem przywracania utraconego porządku świata dworskiego. Parsifalowi stale się to nie udaje, gdyż jego stopniowo zdobywane wykształcenie rycerskie oraz wychowanie, okazują się być niewystarczające w obliczu trudnych wyzwań.
Gawan natomiast ucieleśnia od samego początku idealnego rycerza. Także i on musi się zmagać z ciężkimi zadaniami społeczeństwa dworskiego, większość problemów, jakie doświadcza ma swoje korzenie w konfliktach miłosnych. Okazuje się on jednak być zdolnym rozwiązywania ich na drodze zarówno dyplomacji jak i walki, nawet jeśli nie pozostaje on w wieloletniej więzi z jedną małżonką.

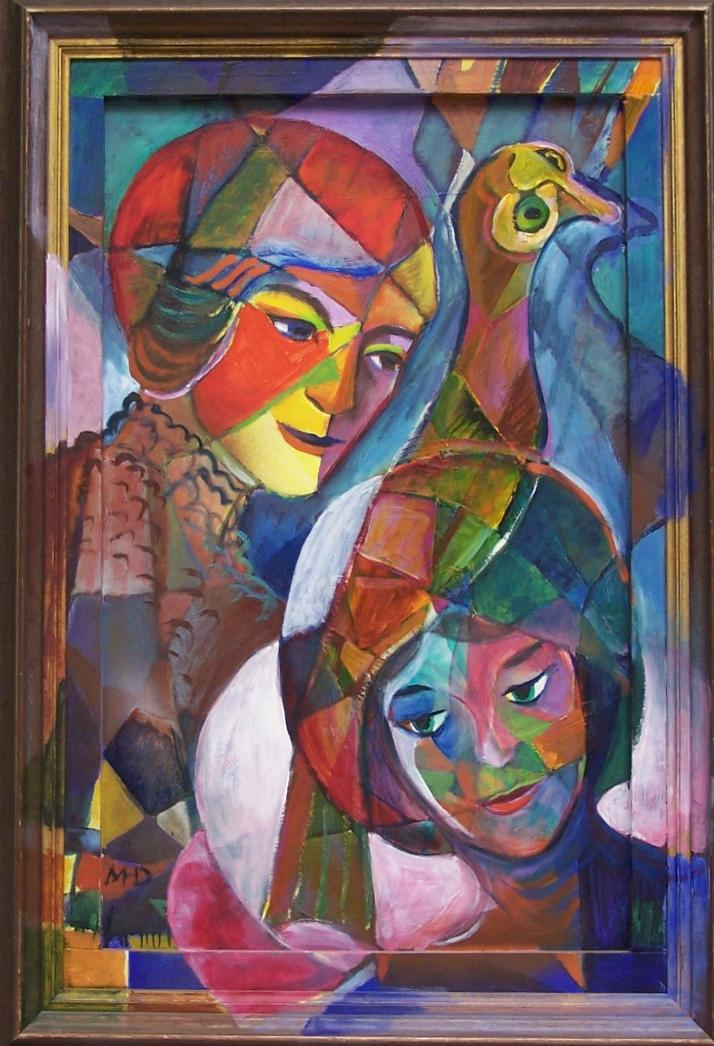
Sen Parsifala, Margret Hofheinz-Döring, 1977

W drodze do Ascalun na pojedynek honorowy z hrabią Schanpfanzun, Kingrimurselem, Gawan przybywa do miasta Bearosche i jest tam świadkiem przygotowań wojennych. Król Meljanz z Liz oblega miasto swojego własnego wasala, gdyż Obie, córka władcy miasta, odrzuciła jego miłość. Sytuacja komplikuje się przez to, iż Gawan pada ofiarą bezpodstawnych oskarżeń ze strony Obie, która nazywa go oszustem. Gdy jednak książę szybko wyjaśnienia całe nieporozumienie, prosi go ona o rycerską pomoc. Honor Gawana nakazuje mu właściwie przystać na ową prośbę, jednak z drugiej strony nie chce on być uwikłany w niepotrzebne walki, jako że musi dotrzeć do Ascalun na czas i o pełnym zdrowiu. Jednak młodszej siostrze Obie, Obilot, udaje się dziecięcym urokiem przekonać Gawana, by  ten pomógł w toczących się walkach. Ten swoim zaangażowaniem decyduje o przebiegu wojny, biorąc w niewolę króla Meljanza. W tej sytuacji okazuje się on być mądrym mediatorem, przekazując więźnia w ręce małej Obilot i pozostawiając jej zadanie pogodzenia Meljanza i Obie.
Główny motyw wokół próśb Obilot o pomoc rycerską Gawana nabiera komicznego akcentu poprzez ogromną różnicę wieku między nimi. Gawain zgadza się na jej zwodnicze zachowanie w ramach konwencji dworskich. Natomiast kolejna przygoda miłosna protagonisty z urodziwą Antikonie, siostrą króla z Ascalun, wiąże się z dużym zagrożeniem dla życia rycerza. Gawan spotyka na polowaniu króla Vergulahta, którego ojciec miałby zginąć z rąk protagonisty. Władca poleca mu gościnność jego siostry z Schampfanzun. Pożądanie Gawana oraz publiczny brak zainteresowania ze strony Antikone doprowadzają do kompromitującej sytuacji, kiedy oboje zostają razem spostrzeżeni przez mieszkańców. Ludność miasta staje w gotowości bojowej z powodu domniemanej próby gwałtu. Ponieważ Gawan jest zupełnie nieuzbrojony, z wielką trudnością odpiera ataki, a jego położenie staje się jeszcze bardziej trudne, gdy do walki przeciw niemu dołącza się król Vergulaht.
Jako iż Gawan otrzymał od Kingrimursel słowo o wsparciu żołnierzy, którzy mieli mu zapewnić bezproblemowe dotarcie na miejsce pojedynku, orszak wojowników staje w obronie rycerza i tym samym przeciwko własnemu królowi. Zażarte dyskusje w gronie doradców władcy prowadzą do kompromisu, który pozwala zachować twarz Gawanowi i wolnym opuścić miasto. Pojedynek zostaje przełożony – a ostatecznie nigdy do niego nie dochodzi, gdyż w międzyczasie zostaje udowodniona niewinność Gawana i on sam otrzymuje zadanie udania się w poszukiwania za Świętym Graalem.

### Parsifal u Trevrizenta – oświecenie i nauki religijne (Księga IX)
Gdy narrator ponownie podejmuje wątek Parsifala, mijają 4 lata. Jego postawa od tego czasu nie uległa zmianie: W dalszym ciągu żyje on w nienawiści do Boga, który jego zdaniem, odmówił mu pomocy w decydującym momencie, nadal jest on także zajęty poszukiwaniami Graala.
Bohater spotyka po raz trzeci kuzynkę Sigune. Ta żyje w żałobie po jej zmarłym ukochanym Schianatulanderze i kazała się w międzyczasie zamurować w celi klasztornej wraz z jego trumną, a wszystkie potrzebne rzeczy ma ona zapewnione z zamku Graala. To iż jest ona w stanie rozmawiać i pogodzić się z Parsifalem jest pierwszą oznaką możliwego zwrotu w życiu bohatera. Jednak w dalszym ciągu nie potrafi on odnaleźć zamku Graala.

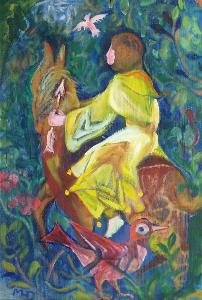
Parsifal na koniu, Margret Hofheinz-Döring, 1982

Kilka tygodni później, w Wielki Piątek, Parsifal spotyka grupę pokutujących pielgrzymów, którzy przerażeni tym, że rycerz nosi broń w świętym dniu i że odwrócił się od Boga, radzą mu podróż do mieszkającego w jaskini „świętego człowieka” w celu otrzymania pomocy i wybaczenia grzechów. Dopiero rozmowa z Trevrizentem, jak się później okazuje bratem jego matki, przynosi ukoronowanie rozwoju Parsifala, tj. uwieńczenie procesu rycerskiego wychowania. Długie dwutygodniowe rozmowy różnią się znacznie od nauk jakich bohater doświadczył u Herzeloyde czy Gurnemanza. Są one obszerniejsze, ale także inaczej ukierunkowane od poprzednich. Pustelnik prowadzi z Parsifalem majeutyczne dialogi, które wyjaśniają wiele zawiłości, ale to on sam dochodzi do decydujących spostrzeżeń na temat przyczyn swego opłakanego stanu.
Pomoc Trevrizenta to w dużym stopniu zadawanie pytań i oświecanie: Wyjaśnia, iż Boga nie można zmusić do wstawiennictwa poleceniami, jak zakładał Parsifal, oraz że działa on wyłącznie z łaski i miłości do ludzi, którzy pokornie poddają się jego woli. Następnie pustelnik przedstawia dogłębnie istotę i moc Graala. Jest to drogocenny kamień, który posiada życiowe siły sprawcze i odmładzające, które są odnawiane corocznie w Wielki Piątek poprzez opłatek ofiarowany przez niebiosa. Niekiedy także pojawia się napis na kamieniu, który mówi, kto zostanie przyjęty do grona rycerzy Graala. Trevrizent wyraźnie zaprzecza, iż można go zdobyć dzięki rycerskim czynom i walkom, jak Parsifal wraz z Gawanem do tej pory czynili. Władcą Graala może zostać tylko ten, kto został przez niego powołany, a jego społeczność niecierpliwie czeka na wiadomość na kamieniu, kto ostatecznie uwolni Anforasa z jego cierpień. Pustelnik przytacza motywy upadku człowieka, w szczególności historię bratobójstwa Kaina na Ablu, jako przykład grzeszności całej ludzkości generalnie i jej odwróceniu się od Boga. Ostatecznie wyjaśnia się też historia rodzinna Parsifala – Anfortas, który przez milczenie bohatera musi znosić cierpienia, to brat jego matki Herzeloyde, zmarłej po opuszczeniu lasu przez protagonistę, a zabity rycerz Ither, którego zbroję Parsifal wciąż nosi, to jego krewny.
Dni spędzone w spartańskich warunkach w jaskini, ze znikomymi środkami do życia, stają się ćwiczeniem pokory i pokuty dla rycerza. Gdy więc opuszcza on pustelnika, ten udziela mu odpuszczenia grzechów. Tak bohater zostaje uwolniony od demonów przeszłości, które nie są już więcej dla niego ciężarem. Przede wszystkim jednak pozbywa się nienawiści do Boga.

### Gawan i Orgeluse (Księgi X–XIII)
Po 4 latach bezowocnych poszukiwaniach Graala, Gawan spotyka na swojej drodze kobietę wraz z rannym rycerzem. Ponieważ bohater posiada wyśmienite wykształcenie, nie są mu obce także tajniki medycyny. Zdaje sobie sprawę, iż rana może kosztować rycerza życie, jeśli krew wokół niej nie zostanie wyssana. Daje więc damie rurkę zrobioną z gałązki lipy, co ratuje jej ukochanego od śmierci. Od niego Gawan dowiaduje się, że w pobliżu znajduje się zamek Logrois. O rękę jego władczyni Orgeluse stara się wielu rycerzy. Tak więc i on wyrusza w tym kierunku, spostrzegając w oddali górę, a na niej stojącą twierdzę. Prowadzi tam kręta droga, którą Gawan pokonuje na koniu Gringuljete. Przybywając na miejsce spotyka się z Orgeluse, która jednak jest mu wysoce niechętna. Mimo to razem opuszczają zamek, a w drodze powrotnej spotykają olbrzyma, brata Cundrie. Gawan powala go na ziemię i udaje się w dalszą podróż. Tuż za nimi podąża też koń pokonanego przeciwnika. Oboje wracają pod lipę, gdzie leży dama wraz z jej ukochanym, a Gawan ofiarowuje im zioła lecznicze, co zaraz staje się obiektem drwin Orgeluse. Uratowany rycerz szybko zabiera Gringuljete, oświadczając, iż jest to zemsta za pośmiewisko, na jakie wystawił go Gawan, gdy ten przebywał na dworze króla Artura. Zhańbił on mianowicie pewną młodą dziewicę, która nie należała do niego. Oddala się więc w pośpiechu na koniu Gawana wraz ze swoją ukochaną, a protagoniście nie pozostaje nic innego jak tylko skorzystać ze szkapy olbrzyma. Orgeluse w dalszym ciągu drwi z Gawana i gdy oboje docierają do rzeki, ich drogi chwilowo się rozchodzą.

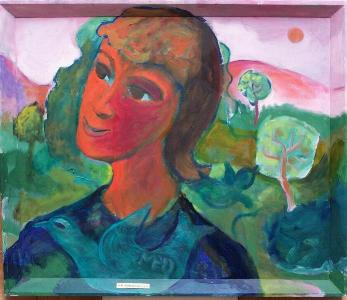
Gawan, Margret Hofheinz-Döring, 1982

Na drugiej stronie Gawan dostrzega zamek, a w oknach jego mieszkańców. Powodem pobytu rycerza na dworze jest ciągle niespełniona miłość do Orgeluse. Na jej życzenie podejmuje on walkę z Lischoysem Gwelljusem, podczas gdy ona znajduje się na pokładzie promu do Terre marveile.

#### U przewoźnika Plippalinota
Zwycięstwo Gawana nad Gwelljusem jest obserwowane przez damy z zamku. Po przekroczeniu rzeki Gawan przekracza linię między światem Artura a Terre marveile. Przewoźnik Plippalinot, przyjmując go w gościnę, opowiada mu o tej krainie, dodając, że spotkanie z nim było jego jedyną przygodą. Zainteresowany Gawan wypytuje go o Schastelmarveil, ten jednak nie udziela mu dalszych informacji, gdyż obawia się rychłego odjazdu rycerza.
Uporczywość Gawana kontrastuje z postawą Parsifala. Podczas gdy ten wzbrania się zadawać właściwych pytań we właściwym miejscu, Gawan robi dokładnie odwrotnie.
Gdy wreszcie otrzymuje odpowiedzi, gospodarz zakłada, iż Gawan uda się do dalszej walki. Dlatego ofiarowuje mu on ciężką, starą tarczę, podaje mu nazwę kraju i opisuje czyhające tam niebezpieczeństwa. Wspomina także cuda związane z magicznym łóżkiem zwanym Lit marveile. Udziela mu ponadto rad, które potem okazują się być pożyteczne: Gawan powinien nabyć coś od kupca przed bramami miasta i oddać pod jego opiekę swojego konia, w samym zamku nosić przy sobie broń i położyć się w pozycji wyczekującej na Litmarveile.
Ostatecznie tak właśnie zachowa się Gawan.

#### Przygody w magicznym zamku
Przybywając w pobliże zamku Gawan stwierdza, że nie w stanie zapłacić za oferowane towary. Tamtejszy kupiec oferuje mu pomoc przy pilnowaniu konia, a Gawan przekracza bramy twierdzy bez większych trudności. Ogromny dwór zamkowy jest opustoszały. Znajdującym się w fortecy damom nie wolno wspierać protagonisty w jego walce, tak jak to miało miejsce we wcześniejszych pojedynkach.
Pierwszym wyzwaniem dla Gawana jest śliska jak szkło podłoga, która została osobiście zaprojektowana przez Klingsora, ale także zaczarowane łoże Litmarveile znajdujące się w zasięgu wzroku rycerza. Choć pierwsza próba wejścia na nie kończy się fiaskiem, to już za drugim razem udaje mu się ta sztuka. Zaczarowane łóżko jednak próbuje się wymknąć spod jego kontroli, przesuwając się po całej sali. Gawan wyciąga swoją tarczę i modli się do Boga. Przez chwilę jest on w sytuacji bez wyjścia, jednak dzięki doświadczaniu udaje mu się je okiełznać. Kolejną przeszkodą są ataki pięciuset proc i kusz. Symbolizują one potężną siłę magiczną Klingsora. Gdy Gawan umyka i przed tym niebezpieczeństwem, w sali zjawia się olbrzym, owinięty w rybie łuski, który znieważa rycerza, ale i wskazuje na czyhające na niego zagrożenia.
Przy okazji następnej próby stoi on oko w oko z wściekłym lwem. Gawan pośpiesznie odcina mu łapę i koniec końców przebija korpus zwierzęcia mieczem. Walka przeciw królowi zwierząt symbolizuje zmagania przeciwko światu dworskiemu. Wycieńczony i zraniony upada bezwładnie na swoją tarczę. Jest to symboliczny koniec zagrożeń dla życia rycerza. Zamek zostaje zdobyty, a zaklęcie złamane. Gawanowi udaje się przejść wszystkie testy w twierdzy dzięki jego doświadczeniu i taktycznej zwinności. Poza tym pomocne mu była też ciężka dębowa tarcza, oraz miłość i modlitwa do Boga, wzniesiona we właściwym czasie. Jego tarcza to aluzja do prawdziwej i nieskazitelnej wiary.
Od tego miejsca narrator poświęca miejsce biografii Klingsora. Jest ona przedstawiana w książce w postaci licznych relacji.

#### Klingsor (Książę Terra di Lavoro)

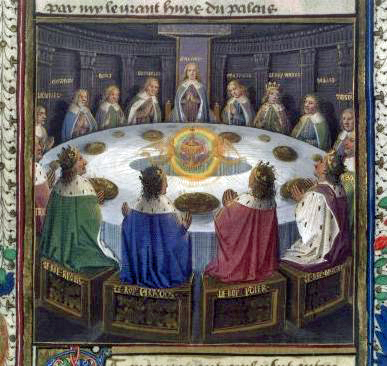
Rycerze Okrągłego Stołu

Nazwisko Klingsora zostaje po raz pierwszy wspomniane przez przewoźnika Plippalinota. Podboje władcy Schastelmarveile nieustannie wiążą się z jego sztukami magicznymi. Jednak więcej informacji czytelnik otrzymuje od króla Gramoflanza. Ten, by zdobyć miłość hrabiny Orgeluse, zabił jej ukochanego Zidegasta. Od tego momentu pragnie ona zemsty, wysyłając wielu najemników i żądając jego głowy. Wśród nich znajdował się także Anfortas, który na jej służbie został ciężko ranny. W darze ofiarował jej miejsce kupieckie, które znajduje się przed Schastelmarveile. Z obawy przed potężnym królem Klingsorem, Orgeluse zgadza się na jego zwrot pod warunkiem, że nagroda za jej rękę zostanie publicznie ogłoszona poszukiwaczom przygód. W taki sposób zamierza ona zwabić Gramoflanza i odpłacić mu się za śmierć ukochanego.
Jednak Gramoflanz nie ma złych stosunków z Klingsorem, gdyż jego ojciec Irot ofiarował mu górę wraz z ośmiomilowymi terenami pod budowę Schastelmarveile. Z tego powodu Gramoflanz nie widzi powodu jego podboju. Z opisów króla rysuje się sylwetka władcy, który zna tajniki czarnej magii, ale któremu jednocześnie nie są obce formy dworskiej etykiety.
Gawan wraca do Schastelmarveile by zapytać się roztropnej Arnive o samego Klingsora. Ta oznajmia mu, że Terremarveile nie jest jedynym miejscem, nad którym sprawował on władzę. Jego ojczyzną jest Terre de Labur, a on sam pochodzi z rodu książąt z Neapolu. Dalej wspomina, że w mieście Capua cieszył się on dużym szacunkiem, jednak przez cudzołożną miłość do królowej Ibilis z Sycylii podpadł w niełaskę, która ostatecznie przyczyniła się do uprawiania przez niego sztuk magicznych. Gdy król Ilbert złapał go razem z jego żoną, ukarał go kastracją.
Zhańbiony  Klingsor wyruszył w drogę do kraju Persidy, gdzie swoje korzenie miały wszystkie sztuki magiczne. Tam zaczął pobierać nauki, aż stał się potężnym czarownikiem. Powodem, dla którego później zbudował Schastelmarveile, była chęć zemsty. Więził tam wiele kobiet i chciał zniszczyć szczęście całej społeczności dworskiej. Jego zasadzki w zamku to nawiązanie do jego przeszłości. Jednak mimo zamiłowania do czarnej magii, w dalszym ciągu jego obyczaje przypominają te dworskie. Gdy więc Gawan po przejściu wszystkich testów staje się władcą nad ziemiami i całą fortecą, Klingsor opuszcza swoją twierdzę. W książce Munsalvaesche reprezentuje twierdzę Boga, a tym samym i Graala. Schastel marveile natomiast to symbol zła. Oba elementy to integralna część ludzkiej natury. Jest to dobrze widoczne na przykładzie podwójnej osobowości Klingsora.

### Parsifal i Feirefiz (Księgi XV–XVI)

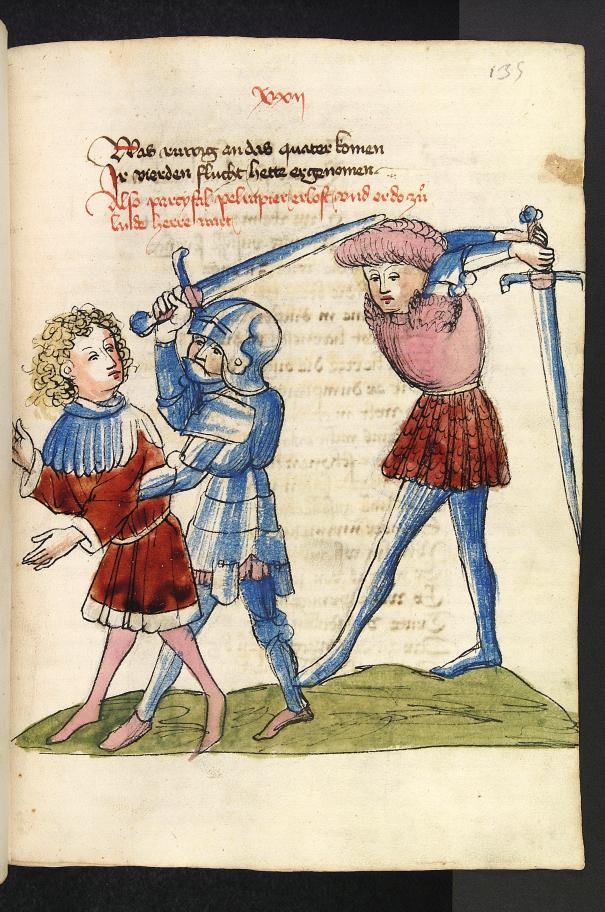
Ilustrowany manuskrypt Parsifala

Parsifal spotyka w lesie pogańskiego rycerza o nadzwyczajnej mocy (poddanych jest mu 25 krajów) i okazałości. Dochodzi do walki między nimi, w której bohater niszczy swój miecz Gahavieß (zabrany czerwonemu rycerzowi Itherowi) na hełmie rywala. W tym momencie jego adwersarz proponuje rozjem, gdyż nie może zyskać już sobie sławy pokonując nieuzbrojonego przeciwnika i sam odkłada swoją broń. Ufając słowu Parsifla, Feirefiz ściąga hełm, i od razu zostaje rozpoznany przez swojego brata. Pocałunek między nimi pieczętuje zawarty pokój, a Feirefiz zostaje przyjęty do grona rycerzy Okrągłego Stołu.
W przebraniu zjawia się Cundrie, która niegdyś złorzeczyła Parsifalowi, gdy ten był gościem u Anfortasa i nie uwolnił go wtedy od jego cierpień. Teraz jednak prosi go o wybaczenie i przekonuje by ten udał się do Munsalwäsche, by zadając odpowiednie pytanie uwolnił nieszczęśnika od jego choroby. Parsifalowi jest pisane zostać Władcą Graala. Ten wraz z Feirefizem udaje się w wyznaczone miejsce.
Są dwa sposoby uwolnienia Anfortasa. Pozwolić mu umrzeć, albo zadać zbawienne pytanie. Decydując się na drugie rozwiązanie, Parsifal uwalnia nieszczęśnika i przywraca mu wszystkie siły witalne.
Parsifal pośpiesznie udaje się do obozu jego żony i dzieci, których nie widział już latami. Jako Władca Graala cieszy się on teraz nieskończoną sławą i władzą. Odziedziczone lenno jego ojca przekazuje synowi, zostaje on królem nad ziemiami Kardeiß. Wraz z Loherangrinem, Parsifal i jego żona wracają tego samego dnia do Munsalwäsche.
W zamku siostra Anfortasa, Repanse de Schoye, wnosi do sali Graala, który w cudowny sposób napełnia wszystkie naczynia napojami i daniami. Feirefiz nie jest w stanie go dostrzec, gdyż nie został ochrzczony. Jego uwaga skupia się na Repanse, w której z miejsca się zakochuje i zapomina tym samym o Sekundille.
Feirefiz zgadza się na chrzest, jeśli tylko Repanse odwzajemni jego miłość. Po kilku dniach przybywa Cundrie z wiadomością o śmierci Sekundille. Epos kończy się wzmianką o synu Parsifala Loherangrinie, który wyrasta na mocnego młodzieńca.

## Literackie przyporządkowanie
Spośród niemieckich tekstów średniowiecznych Parsifal Wolframa von Eschenbacha wyróżnia się w wielu aspektach. Z jego kompleksową strukturą i kompozycją epos nie należy do lektur łatwych. Mimo tego faktu już w średniowieczu dzieło odbiło się szerokim echem, co potwierdza około 80 udokumentowanych wersji tekstu. Joachim Bumke wspomina o „literackiej sensacji” jaką dzieło musiało wzbudzić, będąc  wielokrotnie przytaczane i powielane w XIII wieku. Wolfram opracowuje wszystkie kwestie ówczesnej epoki literackiej (Miłość, aspekty władzy, religię) częściowo w ironiczny, krytyczny, a także jak na tamte czasy, kontrowersyjny sposób. Dzieło jest też przykładem kompleksowości tematycznej literatury dworskiej generalnie.
Sam autor przedstawia poza głównym wątkiem wokół Parsifala, także liczne inne motywy. W kolejnych księgach ukazuje on polityczne, społeczne i religijne problemy, przed którymi stoją jego protagoniści (a także figury poboczne) i rozwija dzięki temu akcję do postaci obszernej antropologii. Sam Wolfram był świadom, iż w wielu miejscach skokowa i obrazowa narracja była czymś zupełnie nowym. Eksponował on jej siłę oraz fantazję, posługując się metaforami i odnosząc się przy tym często niekorzystnie w stosunku do Gottfrieda.
Nadzwyczajny jest też styl w jakim autor opracował znany mu materiał literacki, kreując nowy tekst zgodnie z jego własnymi literackimi ideami i intencjami.

## Parsifal Wolframa i Perceval Chrétiena
Głównym źródłem Wolframa przy pisaniu eposu jest niedokończona powieść Percewal z Walii, czyli Opowieść o Graalu Chrétiena de Troyes. Sam autor jednak dystansował się w epilogu od tego twórcy i podawał wielokrotnie, iż wzorem dla niego było dzieło niejakiego Kyota, przytaczając przy tym obrazową wersję powstania eposu. Ponieważ jednak Kyot poza twórczością Wolframa nigdzie nie występuje, owe dane są traktowane jako literackie zagrywki pisarza.
Akcja Parsifala jest w stosunku do pierwowzoru znacznie bardziej rozbudowana, szczególnie poprzez dodanie historii wokół przygód Gahmureta oraz motywów spotkania Parsifala z jego bratem Feirefizem. Wprowadzenie różnych konstelacji rodzinnych służy wzmocnieniu oddziaływania fabuły. Wolfram w jego dziele spisuje prawie 24 900 wersów, podczas gdy Chrétien 9 200.
Także w miejscach, w których Wolfram podąża za przykładem Chrétiena (Księgi III do XIII) wątki są opracowane w bardziej indywidualny i swobodniejszy sposób niż to ma miejsce w przypadku innych autorów tamtego okresu (jak Hartmann von Aue w dziełach Erec i Iwein). Tekst Wolframa jest obszerniejszy również z tego powodu, że jego protagoniści często zostają skonfrontowani z wieloma kwestiami religijnymi i etycznymi, a także ponieważ sam autor jako narrator odnosi się do wydarzeń z fikcyjnych wątków fabuły.

## Wpływ
Epos Wolframa był wielokrotnie tłumaczony z języka średnio-wysoko-niemieckiego na ten współczesny – zarówno w formie wierszowanej (z XIX wieku), jak i w wersjach prozatorskich. Wadą starszych, rymowanych poetyckich opracowań są duże różnice z oryginałem w zakresie językowym i pojęciowym. Teksty pisane prozą za to oddają wiernie różne konotacje słownictwa Wolframa, choć tracą także pierwotną siłę językową i wirtuozerię autora.
Za udane opracowanie prozatorskie uznawany jest tekst Petera Knechta, wersja pisana wierszem natomiast pochodzi od Dietera Kühna (nierymowana) – prace obu są postrzegane jako filologicznie poprawne i najbardziej zbliżone do stylu i językowej odrębności oryginału.
Polski przekład wierszowany w: Wolfram von Eschenbach, Pieśni – Parsifal – Titurel, przeł. A. Lam (1996).
Parsifal był przedmiotem wielu inspiracji i opracowań, jak choćby Wagnerowskiej opery pod tym samym tytułem lub eposu Albrechta Schaeffera, a także książki Adolfa Muschga pt. Der Rote Ritter. Eine Geschichte von Parzival.

## Przekłady na język polski
- Parsywal. Opowieść z XII wieku. Kazimierz Król (tłum., oprac.). Poznań: Księgarnia św. Wojciecha, ca 1920, s. 306.
- Pieśni. Parsifal. Titurel. Andrzej Lam (tłum., oprac., przedmowa). Warszawa: "Verum", 1996, s. 445.